# Indiana County Courthouse
Das frühere Indiana County Courthouse, das inzwischen als Old Indiana County Courthouse bezeichnet wird, befindet sich in Indiana und war bis 1970 das Justiz- und Verwaltungsgebäude (Courthouse) des Indiana County im US-amerikanischen Bundesstaat Pennsylvania. 
Es wurde zwischen 1869 und 1870 erbaut. Der Entwurf stammte von dem ortsansässigen Architekten James W. Drum und chronologisch der zweite Bau, der diesen Zweck erfüllte, nachdem der Vorgängerbau 1868 abgebrochen wurde. Die Baukosten betrugen 150.000 US-Dollar (1870). Die Einweihung fand am 19. Dezember 1870 statt. Bei dieser Gelegenheit hielt der frühere Gouverneur des Bundesstaates Pennsylvania, William F. Johnston, eine Rede.
Die italienisch anmutende Architektur des Gebäudes im Stil des Second Empire basiert überwiegend auf roten Backsteinen und Stein. Das Dach wurde als Mansarddach ausgeführt. Das Courthouse besitzt einen vierseitigen Uhrturm, dessen Kuppel mit Blattgold belegt ist. Der Hauptsitzungssaal im zweiten Stock maß 30 m in der Länge und 25 m in der Breite. Die Raumhöhe betrug rund neun Meter.
Die große Uhr in der Kuppel war zur Zeit ihres Einbaus die größte im County. Sie wurde von der Howard Clock Company aus Boston und Springfield (Ohio) gebaut. Die Zifferblätter auf den vier Seiten haben einen Durchmesser von rund 210 cm. Die Uhr musste einmal in der Woche aufgezogen werden, was 15 Minuten in Anspruch nahm.
Direkt nebenan wurde 1879 das Büro des Sheriffs und ein Gefängnis gebaut, das mit dem Gerichtsgebäude baulich verbunden wurde, um Häftlinge und Verurteilte zu überstellen. Mindestens sechs Verurteilte wurden zwischen 1882 und 1913 im Hof des Gerichts erhängt.

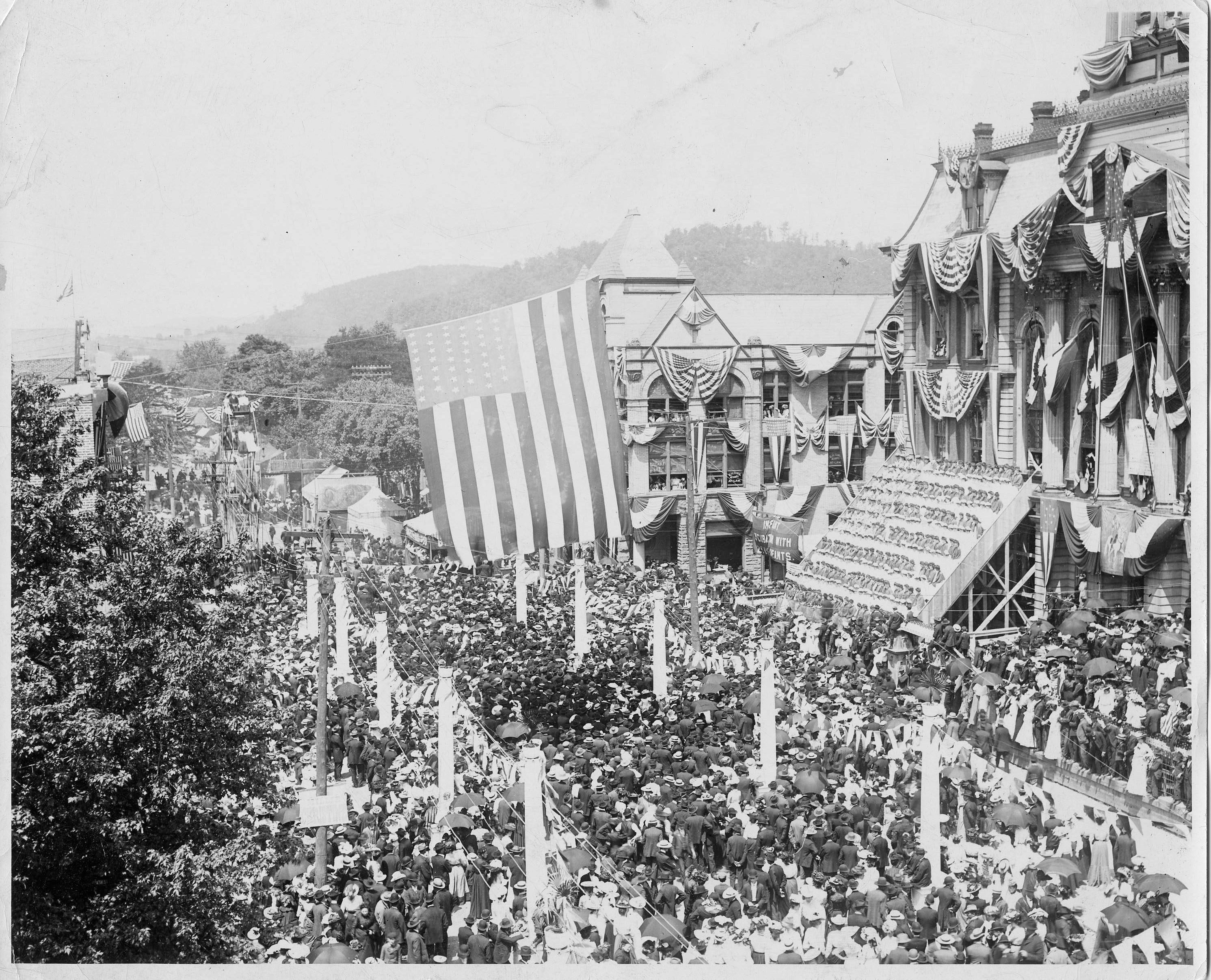
Zweihundertjahrfeier des Countys am Courthouse

Auf dem Titelbild der Ausgabe vom 24. September 1945 der Zeitschrift LIFE wurde der in Indiana geborene James Stewart mit dem Courthouse im Hintergrund abgebildet. John F. Kennedy hielt während des Wahlkampfes zur Präsidentschaftswahl 1960 außerhalb des Gebäudes eine Rede.
Die letzte Sitzung fand darin am 11. November 1970 statt. Nachdem der Inbetriebnahme des Neubaus wurde das alte Courthouse nicht weiter genutzt und der Abriss war eingeplant. Die Countyverwaltung schloss am 3. Januar 1972 einen Vertrag mit der National Bank of the Commonwealth, die eine Renovierung beabsichtigte, um das Gebäude zu administrativen Zwecken zu nutzen. NBOC musste in den ersten drei Jahren 100.000 US-Dollar zu Renovierung aufwenden, um für die weiteren 47 Jahre den Anspruch auf einen Mietvertrag zu 12.000 US-Dollar jährlich zu haben.
Das Courthouse wurde am 29. Oktober 1974 in das National Register of Historic Places eingetragen. Es dient in der Gegenwart (2009) der First Commonwealth Financial als Bürogebäude. Ein Modell des Gebäudes befindet sich im Miniature Railroad & Village des  Carnegie Science Centers in Pittsburgh.